# 政治綱領
政治綱領，簡稱政綱，包括從政綱領、政黨綱領和选举纲领。在政治傳播中，政治纲领是選民了解政黨、候選人的根據。政治纲领常出現於候選人簡介和造勢大會等场合。